# 海洋科学技术奖
海洋科学技术奖是面向中国全国海洋各领域最高的综合性科学技术奖，是海洋研究领域推荐国家科学技术奖的基础，国家海洋行政主管部门从历年获奖项目中择优推荐申报国家科学技术奖。是中国国家科技部注册的社会科技奖励。

## 授奖等级与遴选条件
海洋科学技术奖面向全国近3,500万海洋各行业从业人员设奖，奖励范围涵盖海洋科学技术研究与海洋科技成果转化，设立一等奖与二等奖两个等级。获奖人员要求对项目作出创造性贡献，且每个项目完成人不超过15名。一等奖的项目要求成果有显著创新或重要发明、发现，达到同类成果的国际先进水平。在国内外首次阐明自然现象、特征和规律，科学上取得突破性进展，经技术评价学术上处于国际先进水平，其主要科学理论在国内外公开发表，为科学界所公认和广泛引用，推动了本学科或者相关学科的发展或对国家经济建设、社会发展有重大影响。 

## 历年奖励
2015年共有25项项目获奖(不包括海洋科技图书类)，其中特等奖一项，一等奖六项，95人次获得特、一等奖。  2014年共有28项项目获奖(不包括海洋科技图书类)，其中一等奖六项，71人次获得一等奖。  2013年共有33项项目获奖(不包括海洋科技图书类)，其中一等奖七项，102人次获得一等奖。 2012年共有59项项目获奖(不包括海洋科技图书类), 其中特等奖一项，一等奖九项，150人次获得特、一等奖。